# ریکاورته (نارینیو)
ریکاورته (انگلیسی: Ricaurte, Nariño) نام شهری در کشور کلمبیا است.